# Пепел Асгарда
«Пепел Асгарда» — третья книга цикла российского писателя Ника Перумова «Гибель Богов — 2». 

## Сюжет
Старый Хрофт, некогда известный как Отец богов Один, после поражения в Боргильдовой битве провёл бесчисленные века в изгнании. Даже месть Молодым богам не положила конец одиночеству Старого Хрофта… Но, встретившись во время конфликта, известного как Война мага, с последней из своих дочерей-валькирий, Старый Хрофт находит новую цель в жизни. Он берётся за немыслимое — восстановить Асгард и вернуть из небытия его обитателей.

## Критика
Критик Д. Злотницкий (журнал «Мир фантастики») положительно отозвался о развитии образа Старого Хрофта, который впервые стал главным героем, а также о боевых сценах и интригующем финале. К недостаткам произведения он отнёс высокопарность, самоповторы и невыразительных новых персонажей.